# Wouter Wippert
Wouter Wippert (* 14. August 1990 in Almelo) ist ein ehemaliger niederländischer Straßenradrennfahrer.

## Sportliche Laufbahn
Wouter Wippert gewann 2010 eine Etappe der Tour de Slovaquie. Im Jahr darauf gewann er eine Etappe der Tour de Berlin, drei Etappen der Tour de la Province de Namur und einen Tagesabschnitt der Tour de l’Avenir. Bei den Straßenweltmeisterschaften belegte er im Straßenrennen der U23-Klasse den siebten Platz. 2012 war er bei jeweils einer Etappe der Vuelta a Navarra und von Le Triptyque des Monts et Châteaux erfolgreich. Außerdem gewann er die Bronzemedaille bei der U23-Europameisterschaft und belegte bei denn Weltmeisterschaften den neunten Platz.
Ende der Saison 2012 fuhr Wippert für das UCI ProTeam Lotto Belisol als Stagiaire, für dessen Farmteam er schon seit 2010 startete. Nachdem er 2013 für das belgische Team 3M fuhr, wechselte er 2014 zum australischen Professional Continental Team Drapac Professional Cycling. Für diese Mannschaft gewann er in seinem ersten Jahr acht Etappen internationaler Rundfahrten der UCI Oceania Tour und der UCI Asia Tour. Zu Beginn des Jahres 2015 entschied er im Massensprint des Feldes die Abschlussetappe des UCI WorldTour-Rennens Tour Down Under für sich.
2016 wurde Wouter Wippert niederländischer Vize-Meister im Straßenrennen; in den folgenden Jahren gewann er mehrere Etappen bei Rundfahrten sowie 2018 das Eintagesrennen Omloop Mandel-Leie-Schelde Meulebeke. Er beendete seine Radsportkarriere nach der Saison 2020.

## Erfolge
2010
- eine Etappe Tour de Slovaquie

2011
- eine Etappe Tour de Berlin
- eine Etappe Tour de l’Avenir

2012
- eine Etappe Le Triptyque des Monts et Châteaux
- Europameisterschaft – Straßenrennen (U23)

2014
- zwei Etappen New Zealand Cycle Classic
- eine Etappe Tour de Taiwan
- eine Etappe Tour of Japan
- zwei Etappen Tour de Kumano
- eine Etappe Tour of China II
- eine Etappe Tour of Hainan

2015
- eine Etappe Tour Down Under
- zwei Etappen Tour de Taiwan
- zwei Etappen Tour de Korea

2016
- Niederländische Meisterschaft – Straßenrennen
- Mannschaftszeitfahren und Punktewertung Czech Cycling Tour

2017
- zwei Etappen und Punktewertung Tour of Alberta

2018
- Omloop Mandel-Leie-Schelde Meulebeke

2019
- zwei Etappen Belgrade-Banja Luka
- eine Etappe Tour de Hongrie

## Teams
- 2012 Lotto Belisol Team (Stagiaire)
- 2013 Team 3M
- 2014 Drapac Professional Cycling
- 2015 Drapac Professional Cycling
- 2016 Cannondale Pro Cycling Team
- 2016 Cannondale-Drapac Pro Cycling Team
- 2017 Cannondale Drapac Professional Cycling Team
- 2018 Roompot-Nederlandse Loterij
- 2019 EvoPro Racing
- 2020 EvoPro Racing